# Голубівська волость (Новомосковський повіт)
Голубівська волость — адміністративно-територіальна одиниця Новомосковського повіту Катеринославської губернії.
Станом на 1886 рік складалася з 1 поселення, 1 сільської громади. Населення 2001 особа (1016 осіб чоловічої статі та 985 — жіночої), 736 дворових господарств.
|                     | Площа, десятин | У тому числі орної, дес. |
| ------------------- | -------------- | ------------------------ |
| Сільських громад    | 4896           | 3748                     |
| Приватної власності | —              | —                        |
| Іншої власності     | 135            | 110                      |
| Загалом             | 5031           | 3858                     |

Єдине поселення волості:
- Голубівка — село при річці Кільчені за 32 версти від повітового міста, 2004 особи, 358 дворів, церква православна, школа, поштова станція, 2 лавки, базари по святах.